# Trapani (provincie)

Trapanie provinciekaart

Trapani (afgekort: TP) is een van de negen provincies van de Italiaanse regio Sicilië, gelegen in het uiterste westen van dit eiland. De hoofdstad is de havenstad Trapani. De provincie heeft een oppervlakte van 3041 km² en telt 425.000 inwoners.
De provincie Trapani is met name bekend om de zoutwinning en -industrie en om haar wijnen. De provincie produceert op zich al meer wijn dan de complete regio's Toscane en Piëmont, of dan landen als Hongarije, Oostenrijk of Chili.
Andere belangrijke plaatsen in deze provincie zijn onder meer Segesta, Gibellina, Erice, Alcamo, Marsala, Mazara del Vallo, Castellammare del Golfo en Mozia. De nabijgelegen Egadische Eilanden en het eiland Pantelleria zijn ook bestuurlijk onderdeel van de provincie Trapani.
In de wateren rond de provincie Trapani ligt de denkbeeldige grens van de Tyrreense Zee en de rest van de Middellandse Zee, en eveneens de denkbeeldige afscheiding van het Kanaal van Sicilië, dat Sicilië scheidt van Afrika.
Trapani grenst aan de provincie Agrigento en de voormalige provincie Palermo.

In 2015 is er voor een aantal provincies de Metropolitane stad als nieuwe bestuurslaag in de plaats van de provincie gekomen. Op Sicilië zijn dat naast Palermo ook Catania en Messina.
De provincie Trapani is omgedoopt tot vrij gemeentelijk consortium ( libero consorzio comunale) en omvat de onderstaande gemeentes:
- Alcamo
- Buseto Palizzolo
- Calatafimi-Segesta
- Campobello di Mazara
- Castellammare del Golfo
- Castelvetrano
- Custonaci
- Erice
- Favignana
- Gibellina
- Marsala
- Mazara del Vallo
- Misiliscemi
- Paceco
- Pantelleria
- Partanna
- Petrosino
- Salaparuta
- Salemi
- Santa Ninfa
- San Vito Lo Capo
- Trapani
- Valderice
- Vita

Agrigento · Caltanissetta · Catania · Enna · Messina · Palermo · Ragusa · Syracuse · Trapani